# 1296
| [ Edytuj tabelę ]                          |                                                             |
| Król Polski                                | - 1295 Przemysł II 1296                                     |
| Książę Małopolski                          | - 1291 Wacław II 1305                                       |
| Książę Wielkopolski                        | - 1273 Przemysł II 1296 - 1296 Władysław I Łokietek 1300    |
| Król Albanii                               | - 1285 Karol II 1301                                        |
| Współksiążęta Andory                       | - 1295 Guillem de Montcada 1308 - 1278 Roger Bernard I 1302 |
| Król Angkoru                               | - 1295 Indrawarman III 1307                                 |
| Król Anglii                                | - 1272 Edward I 1307                                        |
| Król Aragonii i Walencji, hrabia Barcelony | - 1291 Jakub II Sprawiedliwy 1327                           |
| Margrabia Brandenburgii                    | - 1267 Konrad 1304 - 1267 Otto IV 1308 - 1293 Henryk I 1318 |
| Książę Burgundii                           | - 1272 Robert II 1306                                       |
| Książę Dolnej Bawarii                      | - 1290 Stefan I 1309 - 1290 Otton III 1312                  |
| Książę Górnej Bawarii                      | - 1294 Rudolf I 1317 - 1294 Ludwik III 1340                 |
| Cesarz Bizancjum                           | - 1282 Andronik II Paleolog 1328                            |
| Car Bułgarii                               | - 1292 Smilec 1298                                          |
| Cesarz Chin                                | - 1294 Temür Öldżejtü 1307                                  |
| Król Cypru                                 | - 1285 Henryk II 1306                                       |
| Król Czech                                 | - 1278 Wacław II 1305                                       |
| Król Danii                                 | - 1286 Eryk Menved 1319                                     |
| Władca Egiptu                              | - 1294 Al-Adil Kitbuga 1296 - 1296 Ladżin 1299              |
| Cesarz Etiopii                             | - 1294 synowie Jagbyy Tsyjona 1299                          |
| Król Francji                               | - 1285 Filip IV Piękny 1314                                 |
| Hrabia Holandii                            | - 1256 Floris V 1296 - 1296 Jan I 1299                      |
| Cesarz Japonii                             | - 1287 Fushimi 1298                                         |
| Kalif                                      | - 1262 Al-Hakim bi-Amr Allah 1302                           |
| Król Kastylii i Leónu                      | - 1295 Ferdynand IV Pozwany 1312                            |
| Patriarcha Konstantynopola                 | - 1294 Jan XII 1303                                         |
| Władca Korei                               | - 1274 Ch’ungnyŏl 1308                                      |
| Wielki książę litewski                     | - 1291 Butywid 1296 - 1295 Witenes 1316                     |
| Cesarz Majapahitu                          | - 1293 Raden Wijaya 1309                                    |
| Sułtan Maroka                              | - 1286 Abu Jakub Jusuf 1307                                 |
| Książę Mediolanu                           | - 1287 Matteo I Wielki 1302                                 |
| Senior Monako                              | - 1291 Franciszek 1301                                      |
| Książę Moskwy                              | - 1283 Daniel Aleksandrowicz 1303                           |
| Król Nawarry                               | - 1284 Filip I 1305                                         |
| Król Norwegii                              | - 1280 Eryk II Wróg Księży 1299                             |
| Hrabia Palatynatu                          | - 1294 Rudolf I Wittelsbach 1317                            |
| Papież                                     | - 1294 Bonifacy VIII 1303                                   |
| Król Portugalii                            | - 1279 Dionizy I 1325                                       |
| Sułtan Rumu                                | - 1294 Masud II 1301                                        |
| Książę Rusi halickiej                      | - 1270 Lew I 1300                                           |
| Cesarz Rzymski (niemiecki)                 | - 1292 Adolf z Nassau 1298                                  |
| Książę Saksonii                            | - 1260 Albrecht II 1298                                     |
| Król Serbii                                | - 1282 Stefan Urosz II 1321                                 |
| Król Szkocji                               | - 1292 Jan Balliol 1296                                     |
| Król Szwecji                               | - 1290 Birger I Magnusson 1318                              |
| Doża Wenecji                               | - 1289 Pietro Gradenigo 1311                                |
| Król Węgier                                | - 1290 Andrzej III 1301                                     |
| Wielki mistrz zakonu krzyżackiego          | - 1291 Konrad von Feuchtwangen 1296                         |

Rok 1296 / MCCXCVI
stulecia: XII wiek ~
XIII wiek ~
XIV wiek

lata: 1286 «
1291 «
1292 «
1293 «
1294 «
1295 «
1296
» 1297
» 1298
» 1299
» 1300
» 1301
» 1306

## Wydarzenia w Polsce
- 8 lutego – w Rogoźnie został zamordowany przez margrabiów brandenburskich, przy współudziale rodów Zarębów i Nałęczów, król Polski Przemysł II. Zajęcie pogranicza wielkopolsko-pomorskiego przez Brandenburgię.
- 22 lutego – zmarł w Legnicy książę legnicki i wrocławski Henryk Gruby. Wrocław omal nie dostał się wówczas pod zwierzchnictwo Czech, którego pragnęli niemieccy patrycjusze miejscy. Zapobiegł temu inny syn Rogatki, Bolko I Surowy, założyciel linii książąt świdnickich, która najdłużej wytrwała w wierności dla Polski. Wystąpił on jako opiekun sierot po Henryku Grubym. Miał do tego prawo jako rodzony brat. Za opiekę nad sierotami kazał wynagrodzić się miastem Sobótką, zajadle targując się z leżącym na łożu śmierci bratem Henrykiem Grubym.
- 10 marca – książęta kujawski Władysław I Łokietek i głogowski Henryk III zawarli układ w Krzywiniu o podziale Wielkopolski.
- miał miejsce najazd litewski na Sandomierskie[1].
- Poznań przestał być stolicą Polski.
- Świerzawa otrzymała prawa miejskie.

## Wydarzenia na świecie
- 28 lutego – walki wewnętrzne w Szwajcarii: miała miejsce bitwa pod Coffrane.
- 27 kwietnia – bitwa pod Dunbar: Edward I Długonogi pokonał Szkotów.
- 17 sierpnia – król Francji Filip IV Piękny wydał zakaz wywozu złota i srebra poza granice Francji.

## Urodzili się
- 10 sierpnia – Jan Luksemburski, hrabia Luksemburga, król Czech (zm. 1346)

## Zmarli
- 8 lutego – Przemysł II, król polski, zamordowany (ur. 1257)
- 22 lutego – Henryk V Brzuchaty, książę wrocławski i legnicki z dynastii Piastów
- 19 maja – Celestyn V, papież (ur. 1215)
- 27 czerwca – Floris V Holenderski, hrabia Holandii i Zelandii z dynastii Gerolfingów (ur. 1254)